# Kaiemnefret
Kaiemnefret (Kai-em-nefret), auch Ka-em-nofer gelesen, war ein lokaler Beamter im Alten Ägypten zur Zeit der 5. Dynastie, der von seinem dekorierten Grab in el-Hagarsa in Oberägypten bekannt ist. Es handelt sich um das frühste dekorierte Grab in dieser Nekropole.

## Zur Person
Kaiemnefret war mit einer gewissen Debit liiert, die zu Lebzeiten Priesterin der Hathor war. Es sind Abbildungen eines Sohnes erhalten, sein Name ist jedoch zerstört. Zu Kaiemnefrets Beamtentiteln gehörten unter anderem:
- Imj-ra nesu-tiu (Jmj-r3 njsw-tjw), „Vorsteher der Königsleute“
- Wab-nesu (w3b-nsw), „Wab-Priester des Königs“
- Rech-nesut (Rḫ-nsw.t), „Vertrauter des Königs“
- Heqa-hut-a'at (Ḥq3-ḥwt-ˁ3t), „Verwalter der Großen Domäne“

In seinen Grabungsveröffentlichungen hebt W. M. Flinders Petrie hervor, wie ungewöhnlich die Schreibweise des Titels Heqa-hut-a'at sei: das erste Zeichen ist eine abgewandelte Form des Gardiner-Zeichens U33 (ein Stößel; Lautwert: tj), dabei wäre eigentlich das Gardiner-Zeichen S38 (ein Krummstab; Lautwert: heqa) zu erwarten. Petrie schlägt daher eine Deutung als „Der zur Großen Domäne gehörige“ vor.

## Grab
Das Grab wurde zuerst von Flinders Petrie aufgenommen und 1908 publiziert. 1993 veröffentlichte ein australisches Team unter Naguib Kanawati einen aktualisierten Bericht, nachdem die Szenen des Grabes nochmals neu gezeichnet und fotografiert worden waren.
Kaiemnefrets in den Felsen gehauene Grabkapelle (moderne Nummer A3) besteht aus vier Räumen, die zum Teil dekoriert sind. Im hinteren Teil der Anlage befinden sich die undekorierten Grabkammern. Für die Särge gibt es hier in den Boden eingelassene, rechteckige Kisten. Drei Räume sind an der Rückwand mit flachen Reliefs dekoriert und zeigen Kaiemnefret und seine Gemahlin, beide jeweils alleine links und rechts einer Scheintür. Die Beischriften nennen dort Titel und Namen der beiden. An der Nordwand ist Debit mit dem gemeinsamen Sohn zu sehen.